# Lista de deputados estaduais da Bahia da 10.ª legislatura
Esta é a lista de deputados estaduais da Bahia para a legislatura 1983–1987.

## Composição das bancadas
| Partido | Líder             | Bancada | Posição  |
| ------- | ----------------- | ------- | -------- |
| PDS     | Murilo Cavalcanti | 40 / 63 | Governo  |
| PMDB    | Colbert Martins   | 23 / 63 | Oposição |

## Deputados Estaduais
Na disputa pelas 63 vagas da Assembleia Legislativa da Bahia o PDS conquistou 40 e o PMDB 23.
| Número | Deputados estaduais eleitos | Partido | Votação | Percentual | Cidade onde nasceu     | Unidade federativa |
| 11111  | Luís Eduardo Magalhães      | PDS     | 179.522 |            | Salvador               | Bahia              |
| 15866  | Antônio Olímpio             | PMDB    | 48.935  |            | Itabuna                | Bahia              |
| 11923  | Murilo Cavalcanti           | PDS     | 42.427  |            | Rio das Pedras         | São Paulo          |
| 11608  | Paulo Maracajá              | PDS     | 40.744  |            | Salvador               | Bahia              |
| 11313  | Faustino Lima               | PDS     | 37.944  |            | Paripiranga            | Bahia              |
| 11897  | Clemenceau Teixeira         | PDS     | 37.163  |            | Salvador               | Bahia              |
| 15165  | Colbert Martins             | PMDB    | 35.758  |            | Macajuba               | Bahia              |
| 11376  | Luís Cabral                 | PDS     | 34.267  |            | Salvador               | Bahia              |
| 11628  | Cleraldo Rezende            | PDS     | 34.252  |            | Ipiaú                  | Bahia              |
| 11559  | João Carlos Bacelar         | PDS     | 33.891  |            | Entre Rios             | Bahia              |
| 15486  | Galdino Leite               | PMDB    | 32.450  |            | Aracaju                | Sergipe            |
| 11208  | José Rocha                  | PDS     | 32.230  |            | Coribe                 | Bahia              |
| 11204  | Nobelino Dourado            | PDS     | 29.331  |            | Irecê                  | Bahia              |
| 15289  | Fernando Daltro             | PMDB    | 29.216  |            | Jacobina               | Bahia              |
| 11101  | Jayme Vieira Lima           | PDS     | 28.850  |            | Feira de Santana       | Bahia              |
| 11686  | Eujácio Simões              | PDS     | 28.841  |            | Itororó                | Bahia              |
| 15254  | Jorge Hage                  | PMDB    | 28.539  |            | Itabuna                | Bahia              |
| 11287  | Reinaldo Braga              | PDS     | 28.351  |            | Xique-Xique            | Bahia              |
| 15392  | Coriolano Sales             | PMDB    | 26.778  |            | Santa Teresinha        | Bahia              |
| 11293  | Florisvaldo Carneiro        | PDS     | 26.684  |            | Valente                | Bahia              |
| 11606  | Raimundo Sobreira           | PDS     | 26.680  |            | Várzea Alegre          | Ceará              |
| 11191  | Carlos Araújo               | PDS     | 26.361  |            | Conceição do Coité     | Bahia              |
| 11588  | Barbosa Romeu               | PDS     | 26.339  |            | Salvador               | Bahia              |
| 11432  | Sebastião Ferreira          | PDS     | 25.305  |            | Barreiras              | Bahia              |
| 11551  | Edivaldo Lopes              | PDS     | 25.134  |            | Morro do Chapéu        | Bahia              |
| 15999  | Murilo Leite                | PMDB    | 25.023  |            | Aracaju                | Sergipe            |
| 11623  | Almir Miranda               | PDS     | 24.715  |            | Baixa Grande           | Bahia              |
| 11342  | Plínio Carneiro             | PDS     | 24.310  |            | Serrinha               | Bahia              |
| 11777  | Jurandy Oliveira            | PDS     | 24.304  |            | Ipirá                  | Bahia              |
| 11465  | Antonio Honorato            | PDS     | 24.213  |            | Salvador               | Bahia              |
| 11512  | Geraldo Ramos               | PDS     | 23.981  |            | Caravelas              | Bahia              |
| 11459  | Vilobaldo Freitas           | PDS     | 23.019  |            | Caetité                | Bahia              |
| 11557  | Augusto Matias              | PDS     | 22.997  |            | São Félix              | Bahia              |
| 11818  | Filadelfo Neto              | PDS     | 22.475  |            | Entre Rios             | Bahia              |
| 11360  | Walter Sampaio              | PDS     | 21.473  |            | Jequié                 | Bahia              |
| 11972  | Leônidas Cardoso            | PDS     | 21.239  |            | Vitória da Conquista   | Bahia              |
| 11283  | Jairo Sento Sé              | PDS     | 21.221  |            | Juazeiro               | Bahia              |
| 11830  | Ribeiro Tavares             | PDS     | 20.115  |            | Candeal                | Bahia              |
| 11850  | Almir Nobre                 | PDS     | 21.006  |            | Prado                  | Bahia              |
| 11374  | Ernani Rocha                | PDS     | 20.025  |            | Teixeira               | Paraíba            |
| 11945  | Eliel Martins               | PDS     | 20.009  |            | Candeal                | Bahia              |
| 15533  | Nestor Duarte               | PMDB    | 19.983  |            | Salvador               | Bahia              |
| 11991  | Roberto Cunha               | PDS     | 19.945  |            | Salvador               | Bahia              |
| 11187  | Robério Wanderley           | PDS     | 19.845  |            | Saúde                  | Bahia              |
| 11797  | Edson Quinteiro             | PDS     | 19.660  |            | Oliveira dos Brejinhos | Bahia              |
| 15506  | Filemon Matos               | PMDB    | 19.235  |            | Iguaí                  | Bahia              |
| 15418  | Raimundo Caires             | PMDB    | 18.914  |            | Dom Basílio            | Bahia              |
| 11404  | Gilberto Miranda            | PDS     | 18.895  |            | Miguel Calmon          | Bahia              |
| 11687  | Nivaldo Fernandes           | PDS     | 18.834  |            | Itaberaba              | Bahia              |
| 11517  | Raimundo Ribeiro            | PDS     | 18.791  |            | Central                | Bahia              |
| 15578  | Iran Gusmão                 | PMDB    | 18.705  |            | Vitória da Conquista   | Bahia              |
| 15137  | Carlos Augusto Marighella   | PMDB    | 18.105  |            | Rio de Janeiro         | Rio de Janeiro     |
| 15475  | Sérgio Santana              | PMDB    | 17.962  |            | Teófilo Otoni          | Minas Gerais       |
| 15996  | Luiz Nova                   | PMDB    | 17.759  |            | Macarani               | Bahia              |
| 15798  | Oscar Marback               | PMDB    | 17.294  |            | Salvador               | Bahia              |
| 15887  | Daniel Gomes                | PMDB    | 17.128  |            | Itabuna                | Bahia              |
| 15879  | José Amando                 | PMDB    | 16.222  |            | Itaberaba              | Bahia              |
| 15625  | Almir Araújo                | PMDB    | 16.212  |            | Ituaçu                 | Bahia              |
| 15421  | Arquimedes Franco           | PMDB    | 16.014  |            | Salvador               | Bahia              |
| 15248  | Guttemberg Amazonas         | PMDB    | 15.236  |            | Itabuna                | Bahia              |
| 15823  | Jayme Mascarenhas           | PMDB    | 15.142  |            | Prado                  | Bahia              |
| 15412  | Abigail Feitosa             | PMDB    | 15.071  |            | Tauá                   | Ceará              |
| 15926  | Luiz Umberto                | PMDB    | 14.624  |            | Tremedal               | Bahia              |